# Trinitari Fabregat i Chimeno
Trinitari Fabregat i Chimeno (Alcanar, Província de Tarragona, 1912 - París, 9 d'octubre de 1994) va ser un escriptor català.
Va anar a escola fins als dotze anys, quan es va posar a treballar. Durant la Segona República espanyola marxa a Barcelona on participa de diverses mobilitzacions ciutadanes. Marxa al front d'Aragó, on cau ferit el 1938. Després de la Guerra civil espanyola, es va exiliar a França, tot passant pels camps de concentració de la Catalunya Nord: Sant Ciprià i Argelers.
Establert a París, a partir de la dècada dels seixanta retorna al Montsià als estius. A la capital francesa escriu Jardins ignorats, publicada l'any 1965 per l'editor Rafael Dalmau. La novel·la és un relat nostàlgic del seu Alcanar natal i desenvolupa la seua història als paratges de les Terres de l'Ebre, com ara la serra de Montsià. L'obra es reedità posteriorment a l'any 1998, així com traduïda a l'espanyol (2003).
L'any 1979 presenta un nou títol, el poemari Recull de poemes. La biblioteca pública d'Alcanar duu el seu nom.